# Bella, Basilicata
Bella är en ort och kommun i provinsen Potenza i regionen Basilicata i Italien. Kommunen hade 5 014 invånare (2017).